# Polycyrtus riojanus
Polycyrtus riojanus är en stekelart som beskrevs av Juan Brèthes 1916. Polycyrtus riojanus ingår i släktet Polycyrtus och familjen brokparasitsteklar. Inga underarter finns listade i Catalogue of Life.